# 原邦雄
原 邦雄 w:Kunio Hara (はら くにお、1973年10月15日 - ）は日本の教育実践家。「ほめ育」の第一人者。
株式会社スパイラルアップ 代表取締役 ・一般社団法人　ほめ育コンサルタント協会　代表理事・一般財団法人ほめ育財団 代表理事
日本発の教育メソッド「ほめ育」を開発し、世界20か国、のべ100万人に広めている。
大手コンサルタント会社から飲食店の洗い場に転職し、４年間住み込み、店長を経験した。
そして、実際に現場で通用した教育に脳科学と心理学をミックスさせ、「ほめ育」という教育メソッドを完成させた。
650社以上の企業や、幼児教育を始めとした教育機関300箇所にも導入され、また起業家支援も行っている。ほめ育オンラインサロンは、どんな人間関係も円満にする内容で開催中。
また、日本だけでなく、アメリカ、中国、インド、シンガポール、タイなどで活用されており、著書は31冊。（英語、中国語、韓国語、スペイン語、タイ語にも翻訳）フジテレビ・ホンマでっか⁉︎TV、テレビ朝日・報道ステーション、ＮＨＫ・おはよう日本、あさイチ、The Japan Times、日テレ・午前０時の森、FM岡山　毎週土曜日「原邦雄のほめ育ラジオ」などの登場、世界教育サミット2024スピーカー。2025 Global Shapers Community（世界経済フォーラムの主要なイニシアチブ）インド議長
自ら財団法人を設立し、カンボジアやインド、宮崎、
秋田の児童養護施設に寄付活動をしている。　趣味はトライアスロン、ピアノ、モットーは「意志があるところに道はある」

## メディア出演歴
- テレビ朝日「報道ステーション」
- TV東京の特番「池上彰の今知っておきたい小さなニュース」
- NHK「おはよう日本」
- フジテレビ「ほんまデッカTV」
- NHK「あさイチ」

## 著書
- やる気と笑顔の繁盛店の「ほめシート」2013年4月　ディズカヴァ21
- 売上が上がるほめる基準　2014年6月　商業界
- Praise-based Management: A Positive Approach to Improving Profits and Productivity　2015年４月　D21USA
- 今すぐできる! 今すぐ変わる! 「ほめ育」マネジメント2015年12月　ＰＨＰ
- たった一言で人生が変わるほめ言葉の魔法 2016年12月　アスコム
- 1日1ほめで幸運を引き寄せる 自分をほめる習慣　2017年10月　すばる舎
- 最上のほめ方 自己肯定感を高める4つのステップ　2018年12月　光文社
- なぜ、私たちは新型コロナウイルスを与えられたのか？ 聖心会シスターとほめ育財団代表が贈る 今、私たちが考えるべきこと　2020年8月　英智社
- 100点のほめ方　2020年8月　ディズカヴァ21
- 日本人の自信を取り戻す「ほめる力」2020年12月　光文社
- 敬天愛人と仲間たち　2021年2月
- 「生きる力」を取り戻せ　志・感謝・公憤　心を燃やす〝原動力“の引き出し方　2021年3月　clover出
- 子育て・介護中、シニア、地方・海外でもできる 自宅起業で自由に稼ぐひとり会社の作り方　2021年7月　英智社
- 神メモ 紙1枚で人生がうまくいくメモの技術　2021年8月　すばる舎
- 従業員を新人から役員まで5段階に分けてほめなさい　2021年8月　D21
- 毎日がストレスフリーになる「自分ほめ」　2021年9月　フォレスト出版
- 日本の「ほめる」が世界を変える: 〜人と組織の可能性を拓く「ほめ育」の秘密〜 (成基コミュニティグループ)　2022年2月
- El libro de las alabanzas: Cómo una palabra puede cambiar tu vida　2022年3月　スペイン語翻訳（アスコム）
- ほメガネの村　2022年5月　英智社
- 夢を現実にする最強の習慣術　2022年6月　D21
- 職場の人間関係が劇的によくなる! ほめコミュニケーション　2022年7月
- 奇跡のように人間関係が変わる　100のほめ言葉　2022年7月
- 学校の先生に贈る「ほめ育」メソッド 自己肯定感を高め、主体的に動く子どもを育む　2022年8月
- 社会人３年目までの「ほめられる技術」2024年３月　ぱる出版 など

## 関連文献
- Foundation backs positive feedback at school, work - The Japan Times
- Praise: Promoting A Business Not Dependent On Conflict (forbes.com)
- TEDx star hopes to turn message into Disney film | The Japan Times
- Kunio Hara - Forbes Business Council